# المرأة والساطور (فلم)
المرأة والساطور هو فيلم اجتماعي مصري تم إنتاجه عام 1997 ، ومن بطولة أبو بكر عزت ونبيلة عبيد وعبد المنعم مدبولي وماجد المصري ومن إخراج سعيد مرزوق ، ويدور حول جريمة قتل بشعة وتمت باكتشاف حقيبة تضم أجزاء لجثة بشرية تم قتلها وتقطيعها بالساطور تصل التحقيقات بقتل الزوجة لزوجها حيث تكتشف الزوجة أنها ضحية نصب جديدة من ضحايا زوجها النصاب للاستيلاء على أموالها فتسعى للتخلص من ذلك العذاب بقتله عند اعتدائه على ابنتها.

## إنتاج الفيلم
الفيلم مأخوذ عن قصتين حقيقيتين، لجريمتين منفصلتين ارتكبتهما سيدتين هما سميحة عبد الحميد، وناهد القفاص، بقتل زوجيهما تقطيعاً (كلٌ على حدة)، وإن كانت الثانية هي الأشهر فيهما.

## بطولة
| - نبيلة عبيد:سعاد - أبو بكر عزت:محمود - ماجد المصري - عبد المنعم مدبولي:ألبير - دنيا عبد العزيز:مديحة | - زوزو نبيل - إنعام سالوسة:سكينة - فاروق فلوكس:محمد - إحسان القلعاوي - ضياء الميرغني | - ناجي سعد - أحمد عقل - سيد حاتم - حسن الديب - أحمد سامي عبد الله | - ميمى سالم - عادل هلال - ضياء عبد الخالق - محمد فخري - جلال بربر |